# Алымкулов, Урмат Назарбекович
Урма́т Назарбе́кович Алымку́лов (31 марта 1951, Фрунзе — 24 декабря 2016, Бишкек) — советский и киргизский архитектор и общественный деятель.

## Биография
В 1968 году окончил школу в городе Фрунзе, в 1974 году окончил Московский архитектурный институт. С 1976 года работал в институте «Фрунзегорпроект». Член Союза архитекторов СССР с 1980 года.
В 1986—1997 годах — директор проектного института при проектно-строительном объединении города Фрунзе (ныне ОАО ДСК «Азат»), затем работал заместителем генерального директора корпорации «АЗАТ».

## Проекты
Руководитель авторского коллектива при проектирования зданий города Фрунзе:
- Дома правительства (1984, совместно с Рафгатом Мухамадиевым);
- Педагогического института русского языка и литературы (1985);
- при застройке квартала, ограниченного улицами Правды, Пушкина, Шопокова, Ленинский проспект.

В составе творческих коллективов участвовал в проектировании следующих зданий:
- Кыргызско-Российский Славянский университет
- Бишкекский гуманитарный университет
- Академия государственного управления при Президенте Кыргызской Республики
- Дом правительства («Белый Дом»)
- Госпиталь ветеранов ВОВ
- Посольство Германии
- Резиденция Турецкого посольства

## Награды и звания
Заслуженный архитектор Киргизской ССР.
Награждён Почетной грамотой Верховного Совета Киргизской ССР (1985), награждался грамотой Министерства строительства СССР.